# Fukuoka
Fukuoka (福岡市) japán város Kjúsú sziget északi részén, Fukuoka prefektúra fővárosa, Kjúsú legnépesebb városa több mint 1,4 millió lakossal (2007). Ez a város Japán legrégibb városának számít, már a prehisztorikus korban is a terület kultikus központja volt.

## Történelme
Fukuokát a legrégibb városnak mondják, amit az is indokol, hogy ez van legközelebb Kínához és Koreához. Már a prehisztorikus korban is a terület kultikus központja volt. Fukuokát gyakran még ma is Hakataként nevezik, ami a város mai központi része.
A várost, a kontinenshez való közelsége miatt számos támadás érte. Az egyik ilyen nevezetes támadást a Mongol Birodalom nagykánja, Kubilaj kán indította 1274-ben. A hajóhad 900 hajóból állt, a hajók 33 000 katonát szállítottak. Az első hadjárat a hozzá nem értés és részben a kemény tengeri viharok miatt sikertelen volt. A támadást követően a japán szamurájok egy 20 km hosszú kő védőfalat építettek Hakata tengerpartja mentén. A mongolok a következő támadást 1281-ben indították, de előtte öt mongol követet küldtek Japánba, a megadásra való felszólítás átadására. Hódzsó Tokimune sóguni régens azonban válaszul lefejeztette a hadüzenetet vivő küldötteket. A mongolok ezúttal 140 000 katonával és 4000 hajóval támadtak, a japán védők létszáma 40 000 fő körül volt. Az invázió sikerét végül egy tájfun akadályozta meg, ami gyakorlatilag megsemmisítette a mongol hajóhadat.
Fukuoka fontos szerepet játszott a középkori Japán történelmében, a Csikuzen tartomány daimjójának székhelye volt. Fukuoka területén sok szamuráj élt, akik a város nevét is használták. A modern Fukuoka várost 1889. április 1-jén alapították az ősi Hakata és Fukuoka egyesítésével, és a nevét a szamurájok akarata szerint választották Fukuokának. Ma Hakata a város kikötője, kereskedelmi és kulturális negyede, de a várost még mindig sokszor nevezik Hakatának, és a városi vasútállomás neve is Hakata állomás. Az egyesült város modern fejlődése a Fukuokai Orvosi Főiskola 1903-as alapításával kezdődött (ma Kjúsúi Egyetem). 1910-ben beindult a villamosközlekedés, 1929-ben pedig a légi közlekedés is elkezdődött a Fukuoka–Oszaka–Tokió járattal, a Fukuokai Repülőtér 1951-ben nyílt meg. 1988-ban elkészült a metró, 2005-ben pedig a Nanakuma vonal is. A város most a tenger felé terjeszkedik, feltöltött területeken, mesterséges szigeteken folynak építkezések.

## Földrajz, éghajlat
Fukuokát három oldalról hegyek határolják, csak Északon nyílik meg a tenger felé, a Hakatai-öböllel. Tokiótól való távolsága 1100 km. Szeizmológiailag nem túl aktív vidék, de földrengések azért előfordulnak. 2005-ben volt egy, a japán szeizmológiai skálán 6–7 közötti földrengés, aminek következtében egy ember meghalt, több mint 400 pedig megsérült, lakó- és műemlék épületek mentek tönkre.
Éghajlata mérsékelt, éves középhőmérséklete 16,3 °C, az éves napos órák száma 1811, az átlagos páratartalom 70%-os, a csapadékmennyiség 205 cm, télen ritkán havazik. A nyarak párásak és forrók (~37 °C). Az esős időszak általában hat hétig tart (június–július), a tájfunok augusztus és szeptember között támadhatnak.

## Városi körzetek

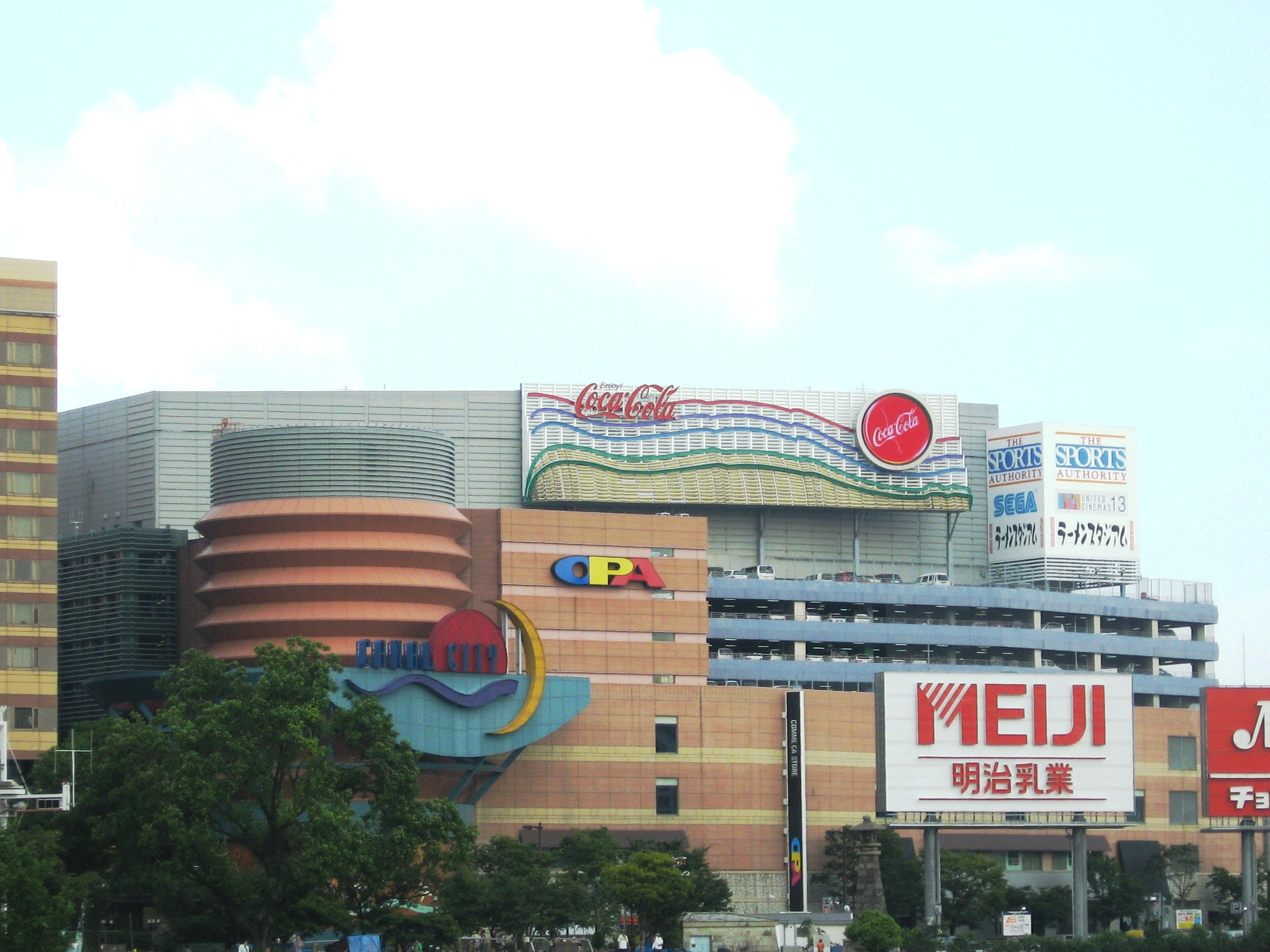
A Canal City Hakata

| Fukuokának hét kerülete(ku) van : | Kerület | Népesség   | Terület | Népsűrűség |
|                                   |         | (2004-ben) | km²     | fő/km²     |
| Higasi-ku                         | 275 652 | 66,68      | 4 134   |            |
| Hakata-ku                         | 190 178 | 31,47      | 6 043   |            |
| Csuo-ku                           | 163 975 | 15,16      | 10 816  |            |
| Minami-ku                         | 247 913 | 30,98      | 8 002   |            |
| Dzsonan-ku                        | 127 952 | 16,02      | 7 987   |            |
| Szavara-ku                        | 207 851 | 95,88      | 2 168   |            |
| Nisi-ku                           | 177 625 | 83,81      | 2 119   |            |

## Demográfiai adatok
Egy 2007-es felmérés szerint a város becsült lakossága 1 422 836 fő volt, ami – a 340,03 km²-es területet tekintve – 4184,44 fő/km²-es népsűrűséget jelent. Az átlagos életkor 38,6 év, amivel Fukuoka Japán második legfiatalabb prefektúrai fővárosa volt 2000-ben. A hajléktalanok száma 1200 fő körül van, s ez a negyedik legmagasabb szám a japán városok között.
| Lakosok száma | 1 463 743 | 1 538 681 | 1 603 043 |
|               | 2010      | 2015      | 2020      |

## Kultúra

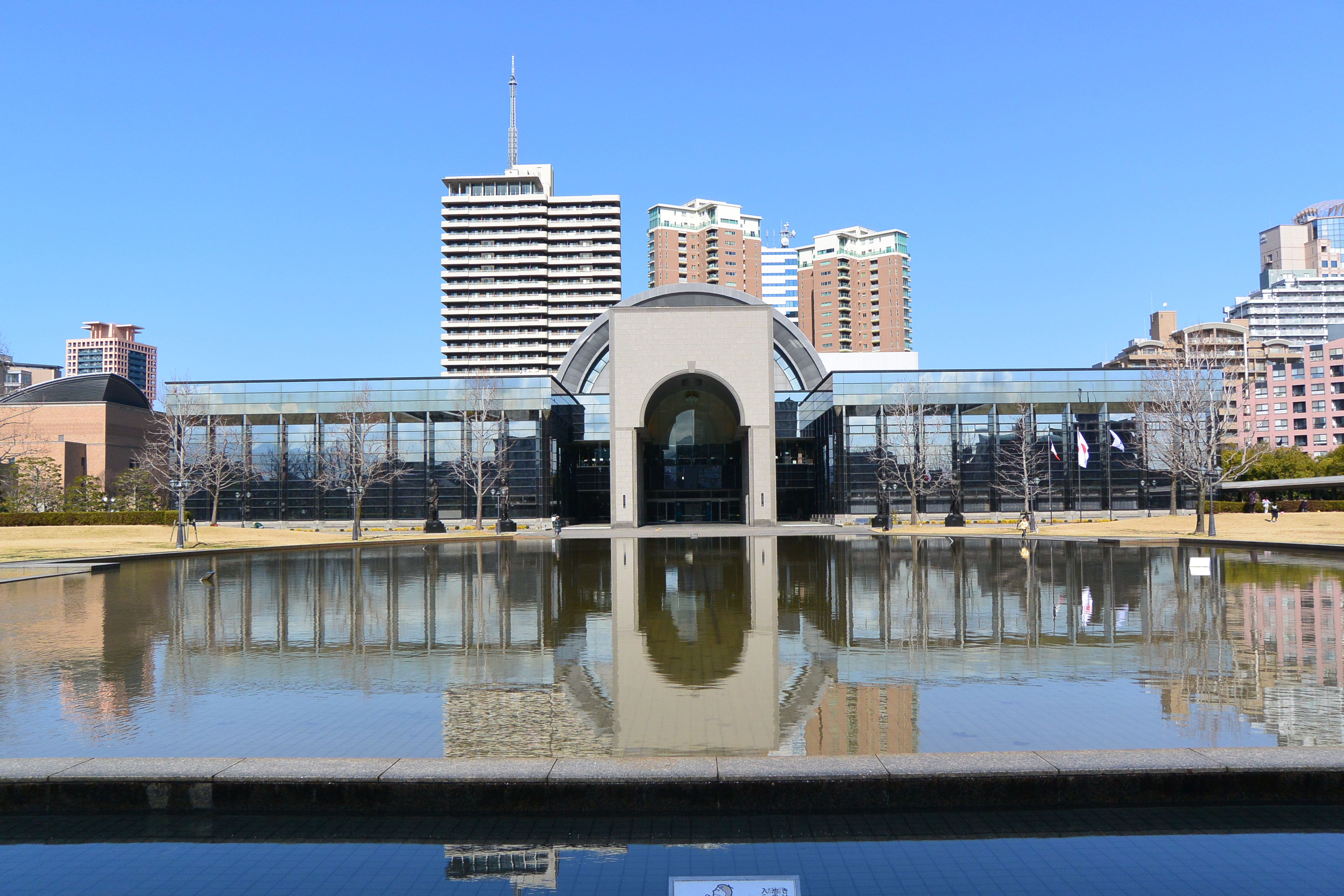
A Fukuokai Városi Múzeum

Fukuokának sajátos kultúrája van, és ennek megfelelően számos kulturális látnivalója van. Fontosabb múzeumai:
- Fukuokai Képzőművészeti Múzeum
- Fukuokai Ázsiai Képzőművészeti Múzeum
- Fukuokai Városi Múzeum
- Genkó Történeti Múzeum
- Hakata Macsija Népművészeti Múzeum

## Sport
Fukuokában működik Japán egyik baseball élcsapata, a Fukuoka Softbank Hawks. Professzionális futballcsapata az Avispa Fukuoka. Itt működnek a Kyuden Voltex és a West Red Sparks rögbicsapatok és a Rizing Fukuoka nevű kosárlabdacsapat is. Minden év áprilisában a városban rendezik a japán dzsúdóbajnokságot, októberben a Nagaszakiból induló, a világ leghosszabb váltófutó versenyét, november közepén a Kjúsú Baso szumóbajnokságot, minden év december 1-jén pedig nemzetközi maratonfutó versenyt. Fukuoka volt a gazdája az 1995-ös nyári universiádénak, a 2001-es vizes világbajnokságnak és a 2006-os mezeifutó világbajnokságnak. 2023-ban ismét itt rendezték az úszó-világbajnokságot.

## Oktatás

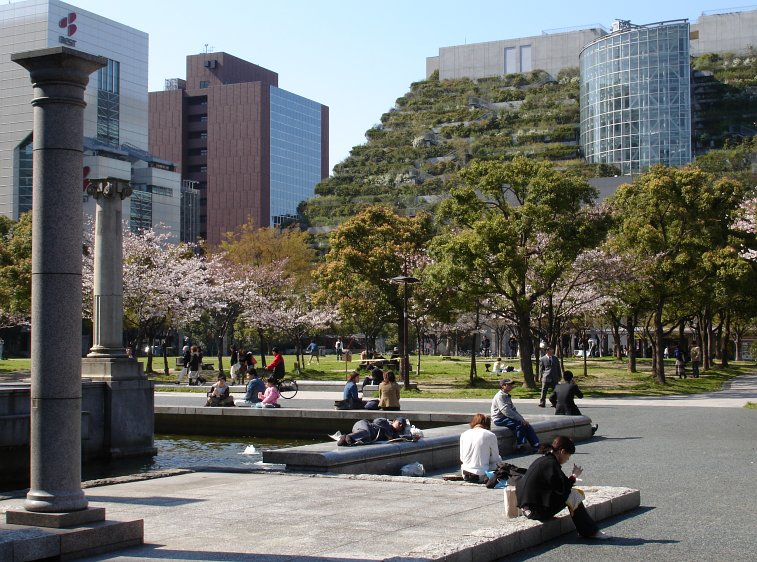
Fukuokai városkép

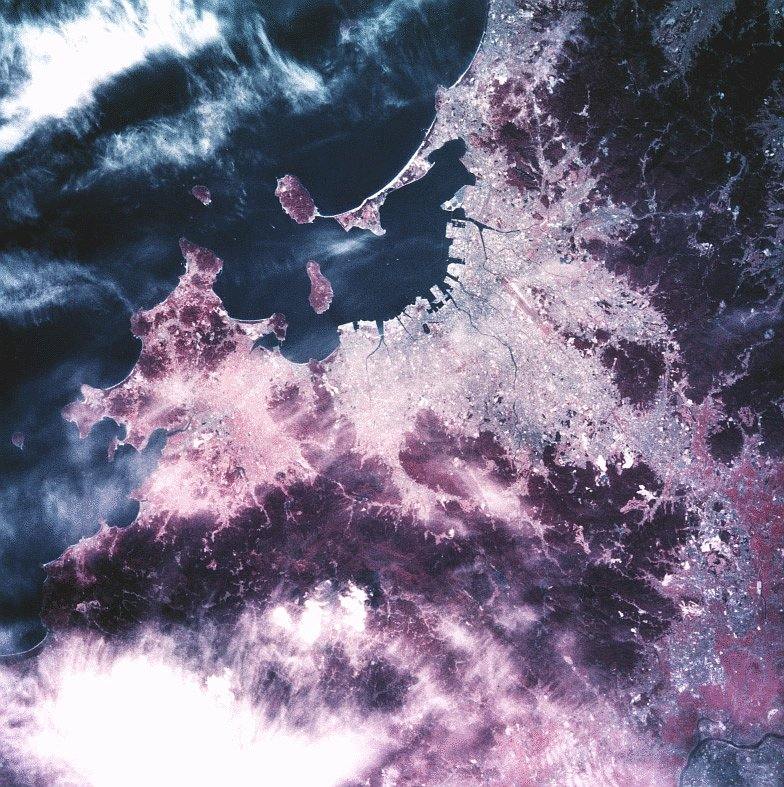
Fukuoka az űrből

Fukuoka városa működteti az alapfokú iskolákat, a prefektúra pedig a középiskolákat.
Állami egyetemek:
- Kyushu University
- Kyushu Institute of Design (2003-túl a Kjúsú Egyetem része)

Prefektúrai egyetem:
- Fukuoka Women's University

Magánegyetemek:
- Daiichi University, College of Pharmaceutical Sciences
- Fukuoka Institute of Technology
- Fukuoka Jo Gakuin University
- Fukuoka University
- Kyushu Sangyo University
- Nakamura Gakuen University
- Seinan Gakuin University

Főiskolák:
- Fukuoka College of Health Science
- Fukuoka Institute of Technology, Junior College
- Junshin Junior College
- Koran Women's Junior College
- Kyushu Zokei Art College
- Nakamura Gakuen Junior College
- Nishinihon Junior College
- Seika Women’s Junior College

## Testvérvárosok
- Atlanta, Georgia, Amerikai Egyesült Államok (1993)
- Auckland, Új-Zéland (1986)
- Bordeaux, Franciaország (1982)
- Buszan, Dél-Korea (1989)
- Guangzhou, Kína (1979)
- Ipoh, Malajzia (1989)
- Oakland, Kalifornia, Amerikai Egyesült Államok (1972)
- Jangon, Mianmar (2016)

## Fordítás
Ez a szócikk részben vagy egészben  a   Fukuoka című angol Wikipédia-szócikk fordításán alapul.  Az eredeti cikk szerkesztőit annak laptörténete sorolja fel. Ez a jelzés csupán a megfogalmazás eredetét és a szerzői jogokat jelzi, nem szolgál a cikkben szereplő információk forrásmegjelöléseként.